# Liste des cathédrales d'Haïti
 (décembre 2023).
Si vous disposez d'ouvrages ou d'articles de référence ou si vous connaissez des sites web de qualité traitant du thème abordé ici, merci de compléter l'article en donnant les références utiles à sa vérifiabilité et en les liant à la section « Notes et références ».
Cet article recense les cathédrales d'Haïti.

## Cathédrales catholiques
| Cathédrale                                 | Diocèse                  | Département | Ville          | Coordonnées                         | Illustration                               |
| ------------------------------------------ | ------------------------ | ----------- | -------------- | ----------------------------------- | ------------------------------------------ |
| Cathédrale Sainte-Anne                     | Anse-à-Veau et Miragoâne | Nippes      | Anse-à-Veau    | 18° 30′ 09″ nord, 73° 20′ 42″ ouest | Image manquante Téléverser                 |
| Co-cathédrale Saint-Jean-Baptiste          | Anse-à-Veau et Miragoâne | Nippes      | Miragoâne      | 18° 26′ 43″ nord, 73° 05′ 21″ ouest | Co-cathédrale Saint-Jean-Baptiste          |
| Cathédrale Notre-Dame-de-l’Assomption      | Cap-Haïtien              | Nord        | Cap-Haïtien    | 19° 45′ 39″ nord, 72° 12′ 03″ ouest | Cathédrale Notre-Dame-de-l’Assomption      |
| Cathédrale Saint-Joseph                    | Fort-Liberté             | Nord-Est    | Fort-Liberté   | 19° 40′ 00″ nord, 71° 50′ 25″ ouest | Image manquante Téléverser                 |
| Cathédrale de l'Immaculée-Conception       | Hinche                   | Centre      | Hinche         | 19° 08′ 45″ nord, 72° 00′ 33″ ouest | Image manquante Téléverser                 |
| Cathédrale Saint-Jacques-et-Saint-Philippe | Jacmel                   | Sud-Est     | Jacmel         | 18° 14′ 06″ nord, 72° 32′ 07″ ouest | Cathédrale Saint-Jacques-et-Saint-Philippe |
| Cathédrale Saint-Louis-Roi-de-France       | Jérémie                  | Grande-Anse | Jérémie        | 18° 38′ 41″ nord, 74° 06′ 52″ ouest | Cathédrale Saint-Louis-Roi-de-France       |
| Cathédrale Notre-Dame-de-l’Assomption      | Les Cayes                | Sud         | Les Cayes      | 18° 11′ 34″ nord, 73° 44′ 53″ ouest | Cathédrale Notre-Dame-de-l’Assomption      |
| Cathédrale Saint-Charles-Borromée          | Les Gonaïves             | Artibonite  | Les Gonaïves   | 19° 26′ 45″ nord, 72° 41′ 30″ ouest | Image manquante Téléverser                 |
| Cathédrale Notre-Dame-de-l’Assomption      | Port-au-Prince           | Ouest       | Port-au-Prince | 18° 32′ 57″ nord, 72° 20′ 19″ ouest | Cathédrale Notre-Dame-de-l’Assomption      |
| Cathédrale de l'Immaculée-Conception       | Port-de-Paix             | Nord-Ouest  | Port-de-Paix   | 19° 56′ 19″ nord, 72° 49′ 45″ ouest | Image manquante Téléverser                 |

## Cathédrale anglicane
| Cathédrale                      | Diocèse                   | Département | Ville          | Coordonnées                         | Illustration                    |
| ------------------------------- | ------------------------- | ----------- | -------------- | ----------------------------------- | ------------------------------- |
| Cathédrale de la Sainte-Trinité | Église épiscopale d'Haïti | Ouest       | Port-au-Prince | 18° 32′ 48″ nord, 72° 20′ 19″ ouest | Cathédrale de la Sainte-Trinité |